# Edward Thomas (antiquario)
Edward Thomas (31 dicembre 1813 – Kensington, 10 febbraio 1886) è stato un antiquario e numismatico inglese noto sia per i suoi studi sulle antichità dell'India, che come funzionario nella East India Company.

## Biografia
Thomas era figlio di Honoratus Leigh Thomas, un chirurgo gallese; ricevette la sua istruzione all'East India Company College. Si recò in India nel 1832 nel Bengal service della compagnia. Ricorrenti problemi di salute influenzarolo la sua carriera, costringendolo a diverse assenze in Inghilterra in congedo per malattia. Quando Lord Dalhousie, che era al tempo viceré d'India, gli offrì nel 1852 la carica di segretario al governo dell'India, la rifiutò.
Dopo aver ricoperto per breve tempo la carica di giudice a Delhi, Thomas fu nominato giudice supervisore dei territori Saugor e Nerbudda. Si ritirò in pensione nel 1857, e passò il resto della sua vita in attività scientifiche, frequentando gli incontri delle società scientifiche e scrivendo di archeologia asiatica.
Fu eletto Fellow della Royal Society nel 1871, e nominato Companion dell'Ordine dell'Impero indiano in occasione degli 1884 Birthday Honours.
Morì a Kensington.

## Pubblicazioni
Thomas è stato considerato di avere pubblicato le prime ricerche in diverse aree di studio, come numismatica (monete bactriane, indo-scitiche, sassanidi); metrologia indiana; e gemme e iscrizioni persiane. Il suo lavoro fu riconosciuto con la sua elezione a Fellow of the Royal Society l'8 giugno 1871, come corrispondente dell'Institute de France nel gennaio 1873, come membro onorario della Accademia imperiale russa; e con la decorazione di Companion dell'Ordine dell'Impero indiano. I suoi lavori più importanti furono
- Chronicles of the Pathan Kings of Delhi (1847; 2ª ed. ampliata 1871)
- curatela della edizione degli Essays on Indian Antiquities e delle Useful Tables di James Prinsep (2 voll. 1858), che recano le sue note.
- Jainism or The Early Faith of Asoka[3]

Altre pubblicazioni comprendono:
- Coins of the Kings of Ghazni (1847, 1858);
- Initial Coinage of Bengal (1886, 1873);
- Early Sassanian Inscriptions (1868);
- Ancient Indian Weights (1874), come I parte della nuova edizione dei  Numismata Orientalia [in seguito ridenominati International Numismata Orientalia] che editò per Nicholas Trübner;
- The Revenue of the Mughal Empire (1871, 1882).

Molti dei suoi numerosi saggi brevi apparvero su Numismatic Chronicle, la rivista della Royal Numismatic Society tra il 1847 e il 1883. Ancora di più furono sul Journal della Royal Asiatic Society, di cui fu un membro per 40 anni e tesoriere per 25.

## Riconoscimenti
- Fellow della Royal Society
- Companion dell'Ordine dell'Impero indiano
- Medaglia della Royal Numismatic Society